# 平田智也 (プロレスラー)
平田 智也（ひらた ともや、1994年8月21日 - ）は、日本の男性プロレスラー。血液型O型。徳島県出身。プロレスリングFREEDOMS所属。

## 来歴
2017年11月13日、FREEDOMS後楽園ホール大会にてGENTAROを相手にデビュー。
2018年5月24日、FREEDOMS新木場1stRING大会にてデスマッチデビュー戦(佐々木貴、宮本裕向、平田智也vs竹田誠志、葛西純、吹本賢児組と蛍光灯デスマッチ)
2021年12月25日、FREEDOMS後楽園ホール大会にて、杉浦透とタッグを組み（タッグ名はソウルミート）、佐久田俊行、植木嵩行組から王座を奪取。KING of FREEDOM WORLD TAG王座を初戴冠。第19代王者となる。
2023年1月3日、FREEDOMS新木場1stRING大会にて佐々木貴、マンモス佐々木組に敗北、9度目の防衛に失敗。
2023年3月23日、後楽園ホール大会にて、ビオレント・ジャックを破り、KING of FREEDOM WORLD王座を初戴冠。第18代王者となる。
2023年8月11日、横浜武道館大会にて、KING of FREEDOM WORLD王座をかけた杉浦透との試合中に負傷し、レフェリーストップ。4度目の防衛に失敗し、長期欠場に入る。

## 得意技
ジャーマンスープレックス
ムーンサルトプレス
スパインバスター
アバランシュホールド

## タイトル歴
- KING of FREEDOM WORLD王座
- KING of FREEDOM WORLD TAG王座（第19代）（パートナーは杉浦透）